# Auslandskreuzer
Als Auslandskreuzer wurden seit dem Ende des 19. Jahrhunderts solche Kreuzer bezeichnet, die speziell für den Einsatz in überseeischen Gebieten und den Kolonien hauptsächlich von Großbritannien, Frankreich und Russland gebaut wurden. Gegenüber anderen Kreuzern verfügten die meistens recht langsamen Auslandskreuzer über ein höheres Deplacement (Verdrängung), um mehr Kohle bunkern zu können und somit die Seeausdauer zu erhöhen, da es im Einsatzgebiet meistens an Kohlestationen mangelte. Auch die Quartiere der Besatzungen waren oft großzügiger bemessen und besser belüftet, um einen Einsatz in tropischen Regionen zu ermöglichen.
Die deutsche Kaiserliche Marine setzte als Auslandskreuzer zunächst die älteren Geschützten Kreuzer, später dann Kleine Kreuzer ein. Vereinzelt taten auch Große Kreuzer Dienst auf den Überseestationen, so etwa Scharnhorst und Gneisenau auf der Ostasienstation und die moderne Goeben im Mittelmeer. Nach dem Ersten Weltkrieg entfiel der Begriff Auslandskreuzer bei den Kriegsflotten. Die Aufgaben der Auslandskreuzer wurden nach Bedarf meistens von Leichten Kreuzern oder Schweren Kreuzern wahrgenommen.
Varianten der Auslandskreuzer waren die Stationskreuzer und Kolonialkreuzer.
Es ist jedoch schwierig, diese drei Bezeichnungen abzugrenzen, da sie sich nicht auf technisch unterschiedliche Kreuzertypen bezogen, sondern vielmehr die Art der Verwendung dieser Schiffe beschrieben. Außerdem gab es keine international einheitliche Klassifizierung oder Sprachregelung für die Begriffe Auslands-, Stations- und Kolonialkreuzer.
Vermutlich ist die folgende Abgrenzung weitgehend zutreffend:
- Auslandskreuzer waren meist relativ moderne Einheiten, die gelegentlich auch zu kleinen Geschwadern zusammengefasst wurden und einen größeren Seeraum zu überwachen hatten.
- Als Stationskreuzer bezeichnete man Kreuzer, die einzeln in einem Überseehafen Dienst taten und dabei nur den regionalen Seeraum sichern sollten. Hierzu wurden – mit Ausnahme der britischen Marine – meist nur ältere Einheiten herangezogen, die für einen Einsatz bei der Kernflotte nicht mehr in Frage kamen.
- Die Bezeichnung Kolonialkreuzer trugen hingegen häufig auch kleinere Schiffe und Boote (z. B. Hilfskreuzer und größere Kanonenboote), die gar keine originären Kreuzer waren. Ihre Aufgabe bestand vor allem darin, den Gehorsam der einheimischen Bevölkerung zu erzwingen und gegen die örtliche Piraterie vorzugehen.